# Габапентин
Габапентин  (англ. Gabapentin, лат. Gabapentinum) — синтетичний лікарський препарат, який за своєю хімічною структурою є аналогом гамма-аміномасляної кислоти, та належить до протисудомних препаратів. Габапентин застосовується виключно перорально. Габапентин уперше синтезований у лабораторії компанії «Parke-Davis», яка є субкомпанією «Pfizer», та застосовується у клінічній практиці з 1993 року.

## Фармакологічні властивості
Габапентин — синтетичний лікарський препарат, який за хімічною структурою є структурним аналогом гамма-аміномасляної кислоти, яка є гальмівним медіатором у ЦНС, та відноситься до протисудомних препаратів. Незважаючи на те, що габапентин є хімічним аналогом ГАМК, механізм його дії відрізняється від механізму дії інших препаратів, які взаємодіють із ГАМК-рецепторами. Дослідженнями встановлено, що габапентин не взаємодіє із А- і В-ГАМК-рецепторами, а також із бензодіазепіновими, глютаматними, гліциновими та N-метил-d-аспартатними рецепторами. Точний механізм дії габапентину натепер не встановлено, хоча при дослідженнях на щурах у деяких структурах головного мозку (зокрема, гіпокампі та неокортексі) виявлено новий вид пептидних рецепторів, які взаємодіють із габапентином, та, ймовірно, пов'язані із його протисудомною та анальгетичною активністю. Габапентин також зв'язується із потенціал-чутливими кальцієвими каналами, зокрема із α2δ-1-субодиницею кальцієвих каналів, що може забезпечувати його знеболювальну дію. Габапентин застосовується як допоміжний препарат при лікуванні парціальних епілептичних нападів, а також як препарат першої лінії при невропатичному болю (включно із постгерпетичним болем та діабетичній невропатії). У частині клінічних досліджень вказано також ефективність габапентину при дискогенній попереково-крижовій радикулопатії, а також при фіброміалгії та болі, асоційованій із злоякісними пухлинами, і нейропатичному болю центрального генезу (постінсультний біль, біль на фоні розсіяного склерозу та біль на фоні пошкодження спинного мозку). Габапентин неефективний при ВІЛ-асоційованій сенсорній невропатії, при синдромі Зудека, а також при тинітусі. Також згідно із дослідженнями FDA, проведеними у 2009 та 2010 роках, застосування габапентину пов'язане із підвищеним ризиком розвитку депресії та скоєння суїцидів, який пов'язаний із неконтрольованим безрецептурним застосуванням препарату. При клінічних дослідженнях встановлено, що габапентин стимулює ріст аденокарциноми підшлункової залози у лабораторних щурів, механізм виникнення цього явища залишився невідомим, проте ці пухлини не метастазували, і не впливали на тривалість життя лабораторних тварин.

### Фармакокінетика
Габапентин швидко всмоктується при пероральному застосуванні, біодоступність препарату варіює у залежності від прийнятої дози, та становить 60 % при дозі 300 мг, а при дозі 1600 мг лише близько 30 %. Максимальна концентрація габапентину досягається протягом 2—4 годин після прийому препарату. Препарат погано (лише на 5 %) зв'язується з білками плазми крові. Габапентин проникає через гематоенцефалічний бар'єр, через плацентарний бар'єр, та виділяється у грудне молоко. Препарат практично не метаболізується в організмі, виводиться нирками у незміненому вигляді. Період напіввиведення препарату становить 5—7 годин, цей час може збільшуватися у хворих із порушенням функції нирок та осіб похилого віку.

## Показання до застосування
Габапентин застосовується для лікування парціальних судом як у дорослих, так і дітей; як із вторинною генералізацією, так і без неї; а також при лікуванні нейропатичного болю в осіб старших 18 років.

## Побічна дія
При застосуванні габапентину, як і при застосуванні інших протисудомних засобів, побічні ефекти виникають часто. Серед побічних ефектів препарату найчастішими є запаморочення (21 % випадків застосування), сонливість (16 %), периферичні набряки (8 %), порушення ходи (9 %). При неконтрольованому застосуванні препарату зростає ризик самогубств. Частими при застосуванні габапентину є також явища сексуальної дисфункції, серед яких найчастішими є зниження лібідо, відсутність оргазму та еректильна дисфункція. Іншими побічними ефектами габапентину є:
- Алергічні реакції та з боку шкірних покривів — висипання на шкірі, свербіж шкіри, мацерація шкіри, акне, гарячка, синдром Стівенса-Джонсона, анафілактичний шок.
- З боку травної системи — нудота, блювання, запор або діарея, метеоризм, біль у животі, сухість у роті, гінгівіт, панкреатит, зміна забарвлення зубів.
- З боку нервової системи — амнезія, ністагм, нервозність, сплутаність свідомості, тремор, судоми (частіше при різкій відміні препарату), диплопія, головний біль, парестезії, дизартрія, гіперкінези, безсоння (при застосуванні разом із іншими протисудомними препаратами).
- З боку опорно-рухового апарату — міалгії, артралгії, переломи кісток, біль у спині (при застосуванні разом із іншими протисудомними препаратами).
- З боку серцево-судинної системи — артеріальна гіпертензія, посилення вазоділятації.
- З боку дихальної системи — кашель, риніт, фарингіт, пневмонія, грипоподібний синдром.
- З боку сечовидільної системи — нетримання сечі, інфекції сечових шляхів.
- З боку кровотворної системи — лейкопенія, тромбоцитопенічна пурпура.
- Інші побічні ефекти — порушення метаболізму глюкози, збільшення маси тіла, посилення ймовірності падінь та травматизації.

## Протипокази
Габапентин протипоказаний при підвищеній чутливості до препарату. З обережністю препарат застосовується при вагітності та годуванні грудьми. Габапентин застосовується при парціальних судомах у дітей від 3 років та при невропатичному болю у осіб старших 18 років.

## Форми випуску
Габапентин випускається у вигляді желатинових капсул по 0,1; 0,3; 0,4 г; та таблеток по 0,6 і 0,8 г.

## Скандали
У 2004 році корпорація «Pfizer» була визнана винною у скоєнні двох злочинів, та за рішенням суду виплатила 430 мільйонів доларів для врегулювання звинувачень у шахрайстві, зокрема, у рекламуванні застосування габапентину при станах та захворюваннях, при яких не було отримано схвалення FDA. За оцінками преси, обіг нейронтину (назва найрозповсюдженішої торгової марки габапентину в США) у 2003 році склав 2,7 мільярди доларів. Було встановлено, що компанія «Warner-Lambert» (яка пізніше була куплена «Pfizer») виплачувала хабарі лікарям для того, щоб вони призначали габапентин по несхваленим показах, а також дозволяли торговельним представникам компанії знаходитись у кабінеті під час прийому та одночасно рекламувати габапентин пацієнтам. Представники компаній доплачували лікарям за рекламу застосування габапентину по несхвалених показах на конференціях та симпозіумах, а також оплачували їм поїздки на Флориду, Гавайські острови та Олімпіаду в Атланті. Окрім цього спотворювались результати клінічних досліджень габапентину, зокрема представлялись виключно позитивні результати досліджень та затримувались негативні результати досліджень, пацієнти неправомірно включались або виключались із дослідження, неодноразово публікувались сфальсифіковані результати досліджень, а в дослідженнях застосовувалися завищені дози препаратів.